# Assemblée territoriale des îles Wallis et Futuna
Pour les articles homonymes, voir Assemblée territoriale.
Mandature 2022-2027
Siège de l'Assemblée territoriale
L'Assemblée territoriale des îles Wallis et Futuna (en wallisien : Fono fakatelituale o Uvea mo Futuna) est l'assemblée délibérante de la collectivité d'outre-mer française de Wallis-et-Futuna. Elle se compose de vingt représentants, 13 pour Wallis et 7 pour Futuna. Elle a été instituée par l'article 11 de la loi statutaire du 28 juillet 1961 et elle siège à Mata-Utu, chef-lieu du territoire.

## Fonctionnement

### Mode de scrutin
L'Assemblée territoriale des îles Wallis et Futuna comporte 20 sièges pourvus pour cinq ans au scrutin proportionnel plurinominal de liste à un tour dans cinq circonscriptions plurinominales correspondant aux cinq districts de la collectivité. L'île de Wallis totalise 13 sièges — 6 pour le district de Mua, 4 pour le district de Hahake et 3 pour le district de Hihifo — tandis que l'île de Futuna en compte 7 — 4 pour le district d'Alo et 3 pour celui de Sigave,,. 
Les listes sont fermées, sans possibilité pour l'électeur de procéder à un panachage ou à un vote préférentiel. Après dépouillement des suffrages, les sièges sont répartis dans chaque circonscription à la proportionnelle selon la règle de la plus forte moyenne, sans seuil électoral,.

### Direction
L'assemblée est dirigée par un président élu tous les ans par ses membres après l'ouverture de la session budgétaire.
L'assemblée territoriale se réunit deux fois par an avec une session administrative en milieu d'année et une session budgétaire en fin d'année, pour une durée maximale de 45 jours chacune. Des sessions extraordinaires, n'excédant pas 15 jours, peuvent également avoir lieu.
| Nom                    | Période                                  |
| ---------------------- | ---------------------------------------- |
| Paino Tu'ugahala       | 1962 – 1967                              |
| Sosefe Makapé Papillo  | 1967 – 1972                              |
| Mikaele Folaumahina    | 1972 – 1975                              |
| Soane Patita Lakina    | 1975 – 1977                              |
| Pasilio Tui            | 1977 – 1978                              |
| Manuele Lisahi         | 1978 – 1984                              |
| Pasilio Tui            | 1984 – 1986                              |
| Petelo Takatai         | Décembre 1986 – Mars 1987                |
| Keleto Lakalala        | Mars 1987 – Décembre 1987                |
| Falakiko Gata          | Décembre 1987 – 1988                     |
| Manuele Lisiahi        | 1988 – 1989                              |
| Pasilio Tui            | 1989 – 1990                              |
| Clovis Logologofolau   | 1990 – Mars 1992                         |
| Soane Mani Uhila       | Mars 1992 – Décembre 1994                |
| Mikaele Tauhavili      | Décembre 1994 – 1996                     |
| Keleto Lakalaka        | 1996 – 16 mars 1997                      |
| Victor Brial           | 16 mars 1997 – 14 janvier 1999           |
| Soane Mani Uhila       | 14 janvier 1999 – Janvier 2001           |
| Patalione Kanimoa      | Janvier 2001 – 22 mars 2005              |
| Apeleto Likuvalu       | 22 mars 2005 – 23 novembre 2005          |
| Emeni Simete           | 23 novembre 2005 – 11 avril 2007         |
| Pesamino Taputai       | 11 avril 2007 – 11 décembre 2007         |
| Victor Brial           | 11 décembre 2007 – 7 décembre 2010       |
| Siliako Lauhea         | 7 décembre 2010 – Novembre/Décembre 2011 |
| Pesamino Taputai       | Novembre/Décembre 2011 – 4 avril 2012    |
| Vetelino Nau           | 4 avril 2012 – 28 novembre 2012          |
| Sosefo Suve            | 28 novembre 2012 – 1er avril 2013        |
| Nivaleta Iloai         | 1er avril 2013 – 11 décembre 2013        |
| Petelo Hanisi          | 11 décembre 2013 – 26 novembre 2014      |
| Mikaele Kulimoetoke    | 26 novembre 2014 – 4 avril 2017          |
| David Vergé            | 4 avril 2017 – 29 novembre 2019          |
| Atoloto Kolokilagi     | 29 novembre 2019 – 26 novembre 2020      |
| Nivaleta Iloai         | 26 novembre 2020 – 25 mars 2022          |
| Munipoese Muli'aka'aka | 25 mars 2022 – En cours                  |

### Prérogatives
La situation politique et institutionnelle à Wallis-et-Futuna est particulière. En effet, le statut de 1961 reconnaît l'existence du pouvoir coutumier aux côtés des institutions républicaines. Ainsi, « les chefs traditionnels (Hau ou Sau) des îles Wallis et Futuna sont suppléants du préfet dans le conseil territorial qui examine les dossiers avant soumission à l’Assemblée territoriale ». Le représentant de l’État a toutefois un droit de veto sur les lois votées par l'Assemblée, sauf sur ce qui touche au foncier et aux programmes de développement.
Les débats peuvent avoir lieu en français, wallisien ou futunien : des interprètes sont présents et les comptes rendus peuvent être rédigés dans les trois langues.

## Historique

### Origine
À la suite du référendum de 1959 , la majorité des habitants de Wallis-et-Futuna votent pour la transformation du protectorat en territoire d'outre-mer. Une assemblée provisoire est mise en place avec les autorités politiques, coutumières et religieuses des deux îles le 17 février 1960. Cette assemblée permet d'élaborer un projet de loi qui est soumis à la commission des lois de l’Assemblée nationale en mai 1961. Le projet est débattu à l'Assemblée Nationale le 11 juillet puis ratifié par le parlement français le 29 juillet 1961, sous la première législature de la Ve République française. L'assemblée est rendue officielle aux yeux du gouvernement métropolitain à la suite du statut de Wallis-et-Futuna de 1961 et plus précisément de l'article 11 de celui-ci.

### XXIesiècle
À Wallis-et-Futuna, l'année 2007 a été marquée par trois échéances électorales dont le renouvellement de l'assemblée territoriale le 1er avril, qui a vu le renouvellement de la majorité sortante formée autour de l'UMP du député Victor Brial et de divers droite proches de l'UDF de Pesamino Taputai, les rapports de force se trouvant inchangés (toujours 12 élus pour la majorité contre 8 à l'opposition socialiste).
Les élections du 25 mars 2012 sont marquées par un important renouvellement des membres de l'assemblée, les trois chefs de file des principaux groupes sortants ayant été battus (Victor Brial, Pesamino Taputai et le socialiste Siliako Lauhea). De nouveaux venus, présentés comme des « rénovateurs », font leur entrée, dont surtout Mikaele Kulimoetoke, David Vergé ou Sosefo Suve, tandis que, près de la moitié des élus (9 sur 20) n'appartient à aucun des trois grands groupes politiques locaux (l'UPWF devenue ensuite USPWF de gauche, le RPWF-UMP de droite et le groupe centriste). Dans un premier temps, une alliance entre une grande partie des « rénovateurs » non inscrits et l'UPWF se met en place, mais un renversement d'alliance s'opère, en novembre 2012, avec le rejet de la gauche dans l'opposition et l'arrivée dans la majorité du RPWF et du centre. Une élection partielle a lieu le 17 mars 2013 dans la circonscription d'Alo à Futuna : des quatre sortants (deux centristes, un RPWF et un USPWF), seul un centriste n'est pas réélu (Alesio Katoa) au profit de Frédéric Baudry. À la suite de cela, la majorité passe de nouveau à gauche, avec le ralliement de David Vergé.
Les élections du 26 mars 2017 marquent un nouveau retournement. Des chefs « rénovateurs » de 2012 ne survivent pas, ainsi que David Vergé et Mikaele Kulimoetoke, devenus entre-temps des personnalités rivales de la vie politique locale. S'y ajoute le député (réélu à l'Assemblée nationale quelques mois plus tard) Napole Polutélé qui fait pour sa part sa première entrée dans l'assemblée wallisienne et futunienne et qui en devient le nouvel homme fort, avec deux autres élus sous les couleurs de son mouvement du centre-gauche « Ensemble pour un avenir meilleur ». Deux des derniers vétérans des vieux partis wallisiens qui avaient réchappé à 2012 se sont depuis retirés (Patalione Kanimoa pour l'ex-UMP qui est devenu lavelua) ou sont décédés (Vetelino Nau pour l'USPWF en novembre 2016), et plusieurs « rénovateurs » de 2012 qui avaient occupé des fonctions importantes durant cette mandature sont battus (Sosefo Suve, Petelo Hanisi, Eselone Ikai, Bernard Taufana, Petelo Falelavaki), au profit de jeunes élus (avec le retour d'un représentant de la « dynastie » Brial avec Sylvain Brial, qui remplace Napole Polutélé comme député à la faveur d'une élection partielle en avril 2018, ou encore avec Lavinia Tagane, candidate de 26 ans qui avait fait de sa jeunesse l'un de ses principaux arguments de campagne). Le jour de l'élection du nouveau bureau, le 4 avril 2017, c'est le chef de l'opposition sortante et ancien député divers droite (auparavant divers gauche), David Vergé, qui prend la présidence, à l'unanimité des 11 élus présents qui forment la nouvelle majorité, les 9 élus de l'opposition ayant boycotté cette séance. Ce nouvel équilibre s'établit donc entre une majorité du centre et de droite, dont les membres soutiennent François Fillon ou Emmanuel Macron lors de la présidentielle et sont proches du nouveau lavelua reconnu par l'État, Patalione Kanimoa, et une opposition de gauche, dont la plupart des membres ont soutenu Benoît Hamon sont bien représentés à Futuna et plutôt favorables au roi dissident à Wallis, Mautamakia Vaimua Tominiko Halagahu. Le 29 novembre 2019, à mi-mandat, la même majorité, réduite désormais à 10 membres depuis la défection pour l'opposition du Futunien Toma Savea, fait élire le Républicain Atoloto Kolokilagi pour remplacer David Vergé à la présidence de l'Assemblée. Le 26 novembre 2020, à la suite de l'élection d'une des figures de l'opposition, Mikaele Kulimoetoke, lors de l'élection sénatoriale du 27 septembre 2020, une nouvelle dissidence, celle de la présidente de la commission permanente Mireille Laufilitoga, provoque un basculement de majorité pour la gauche avec le retour de Nivaleta Iloai à la présidence, élue par 11 voix contre 8 au sortant Atoloto Kolokilagi et un vote nul.

## Bureau

### 2012
Le 4 avril 2012, Vetelino Nau, élu de l'Union populaire pour Wallis-et-Futuna (UPWF, PS) de la circonscription d'Alo (Futuna), est porté à la présidence de l'assemblée par 11 voix sur 20. Mikaele Kulimoetoke est élu vice-président.  
Après le changement de majorité, Sosefo Suve, élu non inscrit, jusque-là d'opposition qui avait mené le 25 mars 2012 la liste Tau mau lelei (ou « Bonne bataille intelligente ») dans la circonscription de Hihifo (Wallis), devient le nouveau président le 28 novembre 2012. Le même jour, Mireille Laufilitoga, élue non inscrite déjà membre de la majorité sortante qui avait dirigé le 25 mars précédent la liste Vaka Fo'ou (ou « Nouvelle pirogue ») dans la circonscription de M'ua (Wallis), obtient pour sa part la vice-présidence. 

### 2013
Le nouveau renversement provoqué par l'élection partielle du 17 mars 2013 porte, le 1er avril suivant, Nivaleta Iloai, de l'Union socialiste pour Wallis-et-Futuna (USPWF, nouveau nom de l'UPWF) et qui avait mené la liste Fakatahiaga O Hihifo ou « Union pour Hihifo » en mars 2012, à la présidence. Doyenne de l'institution, elle est la première femme à présider l'assemblée territoriale. Le même jour, David Vergé, l'une des principales figures des élections de 2012 et ancien député de 2012 à 2013, issu de la précédente majorité de droite mais allié désormais avec la gauche, devient vice-président. Lors du renouvellement du bureau du 11 décembre 2013, cette même majorité de gauche porte Petelo Hanisi, divers gauche de Hahake, à la présidence de l'assemblée pour succéder à Nivaleta Iloai. Mikaele Kulimoetoke redevient le même jour vice-président. 

### 2014
Un autre changement de majorité a lieu en novembre 2014 lorsque deux dissidents de l'USPWF (Nivaleta Iloai et Petelo Falelavaki) et deux non inscrits divers gauche (Mikaele Kulimoetoke et Bernard Taufana) rejoignent les 9 élus de l'opposition du centre et de droite. Ainsi, le 26 novembre 2014, Mikaele Kulimoetoke (non inscrit divers gauche, Hahake, Wallis), l'une des principales figures du grand bouleversement politique représenté par les élections de 2012, est élu président de l'assemblée territoriale avec 13 voix contre 7. Le même jour, Sosefo Motuku (centriste, Alo, Futuna) devient vice-président. Il le reste jusqu'à la fin de la mandature, en mars 2017.

### 2017
Le premier bureau issu des élections de 2017 est désigné le 4 avril 2017 est ainsi constitué :
- Président : David Vergé (non inscrit divers droite, « Wallis-et-Futuna ensemble », Hahake, Wallis)
- Vice-président : Sosefo Motuku (centriste, Tui Asoa, Alo, Futuna)
- 1re secrétaire : Lavinia Tagane (non inscrite, « Le'o o tupulaga Voix de la jeunesse », Hahake, Wallis)
- 2e secrétaire : Yannick Feleu (RPWF-Les Républicains, M'ua, Wallis)

La commission permanente, élue le même jour, comprend pour sa part :
- Présidente : Mireille Laufilitoga (non inscrite divers droite, M'ua, Wallis)
- Secrétaire : Soane-Paulo Mailagi (« Ensemble pour un avenir meilleur », Hihifo, Wallis)
- Membres :
  - Toma Savea (RPWF-Les Républicains, Alo, Futuna)
  - Savelina Vea (USPWF, Sigave, Futuna)

Les présidents des commissions intérieures, qui ont également été renouvelées le 4 avril 2017, sont : 
- Président de la commission des Finances, des Affaires économiques et du Développement :  Soane-Paulo Mailagi (« Ensemble pour un avenir meilleur », Hihifo, Wallis)
- Président de la commission de l'Enseignement : Napole Polutélé (« Ensemble pour un avenir meilleur », M'ua, Wallis)
- Président de la commission de l'Équipement, du Plan et de l'Environnement : Toma Savea (RPWF-Les Républicains, Alo, Futuna)
- Président de la commission de l'Agriculture, de l'Élevage et de la Pêche : André Vaitotai (Tui Mata Utu, RPWF-Les Républicains, Hahake, Wallis)
- Président de la commission des Affaires sociales et de la Fonction publique : Atoloto Kolokilagi (RPWF-Les Républicains, Hihifo, Wallis)
- Présidente de la commission de la Culture, du Tourisme, de la Jeunesse et des Sports : Lavinia Tagane (non inscrite, « Le'o o tupulaga Voix de la jeunesse », Hahake, Wallis)
- Présidente de la commission de la Condition féminine et de l'Artisanat : Yannick Feleu (RPWF-Les Républicains, M'ua, Wallis)

### 2019
Le 29 novembre 2019, le renouvellement annuel du bureau donne la composition suivante :
- Président : Atoloto Kolokilagi (RPWF-Les Républicains, Hihifo, Wallis)
- Vice-président : Sosefo Motuku (centriste, Tui Asoa, Alo, Futuna)
- 1re secrétaire : Yannick Feleu (RPWF-Les Républicains, M'ua, Wallis)
- 2e secrétaire : Marie-Louise Selui (« Ensemble pour un avenir meilleur » divers centre, M'ua, Wallis)

### 2020
Le 26 novembre 2020, le renouvellement annuel du bureau donne la composition suivante :
- Présidente : Nivaleta Iloai (USPWF, Hihifo, Wallis)
- Vice-président : Frédéric Baudry (« Travail et partage » divers gauche, Alo, Futuna)
- 1er secrétaire : Mikaele Seo (Uvea mo futuna ke lelei divers gauche, M'ua, Wallis)
- 2e secrétaire : Tuliano Talomafaia (Fakatasi ki le tou ka'au divers gauche, Sigave, Futuna)

La commission permanente, renouvelée à son tour le 4 décembre 2020, est ainsi constituée :
- Présidente : Mireille Laufilitoga (non inscrite divers gauche, M'ua, Wallis)
- Secrétaire : Lavinia Tagane-Kanimoa (non inscrite divers droite d'opposition, « Le'o o tupulaga Voix de la jeunesse », Hahake, Wallis)
- Membres :
  - Mikaele Seo (non inscrit divers gauche, Uvea mo futuna ke lelei, M'ua, Wallis)
  - Lafaele Tukumuli (non inscrit divers gauche, Fa'u ile alofa, Alo, Futuna)
  - Savelina Vea (USPWF, Sigave, Futuna)

Les présidents des commissions intérieures, qui ont également été renouvelées les 2 et 4 décembre 2020, sont : 
- Président de la commission des Finances et du Budget : Munipoese Muliakaaka (non inscrit divers gauche, Ofa ki tou fenua, M'ua, Wallis)
- Présidente de la commission de l'Enseignement : Nivaleta Iloai (USPWF, Hihifo, Wallis)
- Président de la commission de l'Équipement, du Plan et de l'Environnement : Frédéric Baudry (non inscrit divers gauche, « Travail et partage », Alo, Futuna)
- Président de la commission des Affaires sociales et de la Fonction publique : Mikaele Seo (non inscrit divers gauche, Uvea mo futuna ke lelei, M'ua, Wallis)
- Président de la commission de la Jeunesse, des Sports et de l'Insertion professionnelle : Tuliano Talomafaia (non inscrit divers gauche, Fakatasi ki le tou ka'au, Sigave, Futuna)
- Présidente de la commission de la Condition féminine, de l'Artisanat et de la Culture : Savelina Vea (USPWF, Sigave, Futuna)
- Présidente de la commission de l'Intégration régionale : Mireille Laufilitoga (non inscrite divers gauche, M'ua, Wallis)
- Président de la commission du Développement, des Affaires économiques et du Tourisme : Munipoese Muliakaaka (non inscrit divers gauche, Ofa ki tou fenua, M'ua, Wallis)
- Président de la commission de l'Agriculture, de l'Élevage et de la Pêche : Lafaele Tukumuli (non inscrit divers gauche, Fa'u ile alofa, Alo, Futuna)
- Président de la commission des Affaires juridiques et de la Réglementation : Mikaele Kulimoetoke (non inscrit divers gauche, Ta'ofi ki'Uvea mo Futuna ou « Retenir à Wallis et Futuna », Hahake, Wallis)

### 2022
En mars 2022, les élections territoriales renouvellent profondément les membres de l'assemblée territoriale, avec neuf nouveaux élus.

## Composition actuelle (2022)
L'Assemblée territoriale est composée des membres suivants depuis mars 2022 :
| Nom                     | Liste                             |
| ----------------------- | --------------------------------- |
| Soane Paulo Mailagi     | Fakatahi kihe kahau lelei         |
| Lémec Ronny Tauhavili   | Fakatahi'aga o Hihifo             |
| Sandrine Ilalio         | Amanaki ke tahi                   |
| Atelea Vaitootai        | Ta'ofi ke ma'u pea sio mama'o     |
| Mikaele Kulimoetoke     | Ta'ofi ki Uvea mo Futuna          |
| Lavinia Kanimoa         | Le'o o he kaha'u lelei            |
| Lauriane Dominika Vergé | Ofa kite kaha'u                   |
| Munipoese Muliakaaka    | Ofa mo'oni ki tou fenua           |
| Mikaele Seo             | Mauli fetokoniaki                 |
| Paino Vanai             | Le'o akiha                        |
| Sosefo Toluafe          | Ofa peake gaue ki he kaha'u lelei |
| Palatina Fiakaifonu     | Ofa mo'oni ki tou fenua           |
| Malia Kialiki Lagikula  | Ma'uli fetokoniaki                |
| Lafaele Tukumuli        | Fau Ile Alofa                     |
| Petelo Leleivai         | Vaka fo'ou tou fakatasi           |
| Sosefo Motuku           | Lou Fenua                         |
| Frédéric Baudry         | Travail et Partage                |
| Soane Taukolo           | Tou fakatasi kile apogipogi...    |
| Tuliano Talomafaia      | Fakatasi kile tou ka'au           |
| Charles Gaveau          | Amanaki                           |

### Note
1. ↑   Bien que la réforme constitutionnelle française de 2003 crée des collectivités d'outre-mer, aucune loi organique n'a, depuis, modifié le statut du territoire qui demeure organisé comme à l'époque du TOM.